# زبان ساردو-لوگودوری
زبان ساردو-لوگودوری از زبان‌های رومی جنوبی است و شاخه ای از زبان ساردنیایی محسوب میشود.در جزیره ساردینیا در خاک ایتالیا حدود هفتصدهزارتن گویشور دارد.این زبان لهجه های متعددی دارد و بسیاری از شاعران و نویسندگان ساردنیایی این زبان را برای نگارش آثار ادبی خود بکار برده‌اند.